# Hajipur
Hajipur é uma cidade e um município no distrito de Vaixali, no estado indiano de Bihar.

## Geografia
Hajipur está localizada a 25° 41′ N, 85° 13′ L. Tem uma altitude média de 46 metros (150 pés).

## Demografia
Segundo o censo de 2001,  Hajipur  tinha uma população de 119.276 habitantes. Os indivíduos do sexo masculino constituem 53% da população e os do sexo feminino 47%. Hajipur tem uma taxa de literacia de 60%, superior à média nacional de 59.5%: a literacia no sexo masculino é de 67% e no sexo feminino é de 51%. Em Hajipur, 16% da população está abaixo dos 6 anos de idade.